# Christofer Eriksson
Christofer Eriksson (17 febbraio 1989) è un biatleta svedese.

## Biografia
Ha esordito in Coppa del Mondo il 2 febbraio 2012 a Oslo Holmenkollen (49°) e ai Campionati mondiali a Nové Město na Moravě 2013 (61º nella sprint il miglior piazzamento).
Ha ottenuto il primo podio in Coppa del Mondo il 7 dicembre 2013 a Hochfilzen (2°); ai Mondiali di Kontiolahti 2015 è stato 83º nella sprint e 18º nella staffetta.

## Palmarès

### Coppa del Mondo
- Miglior piazzamento in classifica generale: 83º nel 2013
- 1 podio (a squadre):
  - 1 secondo posto